# St. Leonhard (Regensburg)

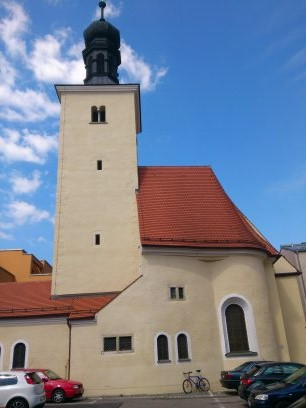
Außenansicht der Kirche St. Leonhard von Osten

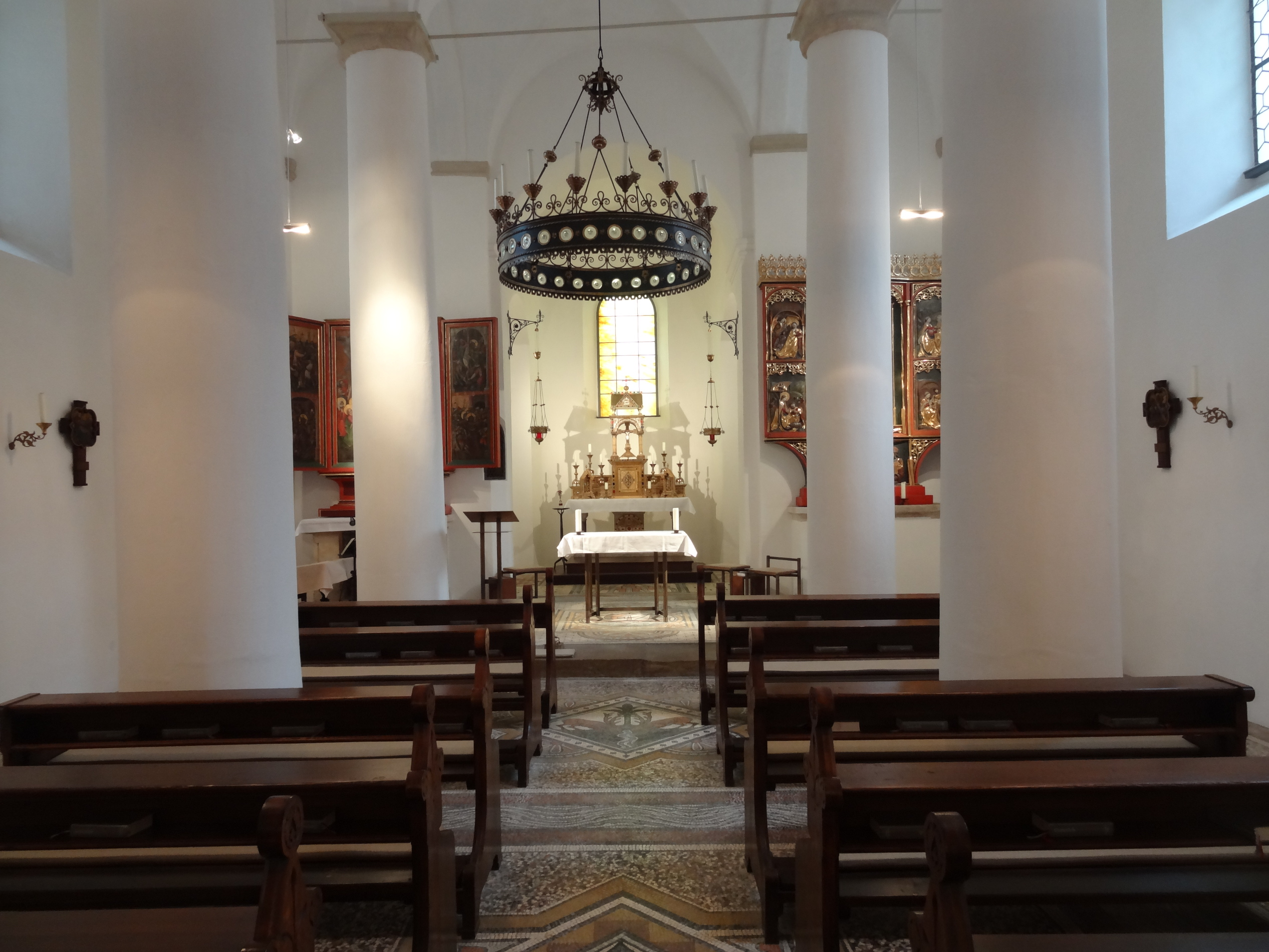
Innenraum

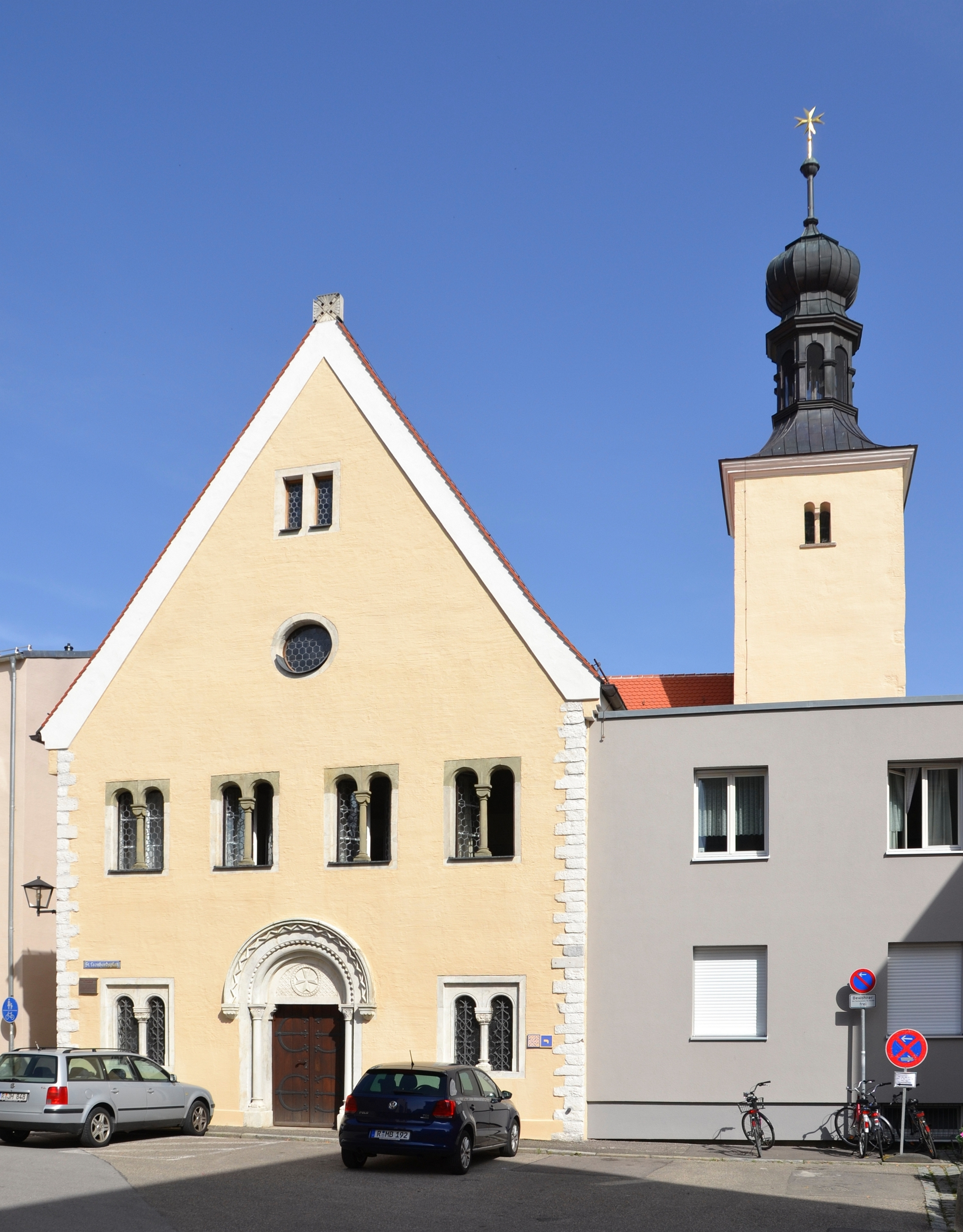
Westfassade, entstanden beim neuromanischen Umbau in den 1880er/1890er Jahren

Die römisch-katholische Filialkirche St. Leonhard, in der westlichen Altstadt von Regensburg gelegen, war der ehemaligen Johanniterkommende St. Leonhard zugeordnet und ist heute Filialkirche der Pfarrei Herz Jesu. Der im Kern romanische, dreischiffige Bau gilt als älteste Hallenkirche Bayerns und ist dem heiligen Leonhard von Limoges (Gedenktag: 6. November) geweiht.

## Geschichte

### Von den Ursprüngen bis zur Barockisierung im 18. Jahrhundert
Die Kirche wurde in der ersten Hälfte des 12. Jahrhunderts, wahrscheinlich um 1120/30, erbaut. Von diesem romanischen Bau, der zugleich die früheste Hallenkirche Bayerns darstellen dürfte, ist nur mehr das Langhaus erhalten. Im 14. Jahrhundert wurde der Chor neu errichtet. Etwa um die gleiche Zeit wurden an den Stirnseiten der Seitenschiffe spitzbogige Öffnungen ausgebrochen und mit gotischen Maßwerkfenstern versehen. In der zweiten Hälfte des 14. Jahrhunderts entstand der massive, quadratische Unterbau des Turmes. Er wurde dendrochronologisch auf die Jahre nach 1357 datiert, bezieht aber trotz dieser späten Bauzeit unverkennbar romanische Formen mit ein. Im Jahr 1748 erhielt der Turm seine heutige Bekrönung in Form einer Haube mit Laterne. Bereits 1717 war die Kirche behutsam barockisiert worden. Dabei wurden die Fenster vergrößert und zu Rundbogenfenstern umgewandelt, der Chor neu eingewölbt und der Sakristeitrakt zwischen Kirche und Turm geschaffen.

### Neuromanischer Umbau im 19. Jahrhundert
Im Jahr 1883 begann eine Renovierung des nach der Säkularisation der Kommende mehr und mehr verfallenen Kirchenbaus, die sich bis 1895 hinzog. Die Maßnahmen wurde auf Kosten der Regensburger Verlegerfamilie Pustet durchgeführt. Die Pläne stammten vom Domvikar Georg Dengler, der in dieser Zeit an zahlreichen Kirchenrestaurierungen beteiligt war. Zunächst wurde an der Westseite ein neuromanischer Vorbau angefügt. In den Jahren 1885 bis 1895 führte man dann eine im Sinne des Historismus „stilgerechte“ Restaurierung des Innenraumes und der Ausstattung durch. Dabei legte man unter anderem Reste der ursprünglichen Wand- und Deckenbemalung frei. Dies gab den Ausschlag zu einer möglichst originalgetreuen Rekonstruktion der gesamten Wand- und Deckenbemalung. Außerdem wurde der heutige Hochaltar angeschafft und es entstand der heute noch vorhandene Terrazzofußboden mit mehreren Mosaiken, der in ganz Süddeutschland seinesgleichen sucht.

### Renovierungsmaßnahmen im 20. und 21. Jahrhundert
Im Zweiten Weltkrieg wurde St. Leonhard durch Bomben stark beschädigt. Im Jahr 1969 wurden die alten Komtureigebäude durch einen Neubau für das Kinderheim St. Leonhard ersetzt. Es blieb der Sakristeitrakt mit dem Turm erhalten. Ein Jahr später erfolgte eine Innenrenovierung, bei der im Sinne einer Purifizierung die gesamten Wand- und Deckenbemalung entfernt wurde – auch Reste an romanischen Malereien.
Der Rotary-Club Regensburg finanzierte 1979 anlässlich seines 25-jährigen Bestehens die Restaurierung der beiden gotischen Seitenaltäre, die von Achim Hubel begleitet und dokumentiert wurde. Im Sommer 2002 gaben wiederum Schäden am gotischen Passionsaltar den Ausschlag, über eine Restaurierung der historischen Altäre nachzudenken. Nach eingehender Beratung durch das diözesane Baureferat stellte sich allerdings heraus, dass eine durchgreifende Renovierung der Kirche notwendig sei. Da die Rücklagen der Kirchenstiftung Herz Jesu hierfür jedoch nicht ausreichten, mussten erst Zuschüsse und Spenden gesammelt werden, bevor im Jahr 2006 mit den fünf Jahre dauernden Arbeiten begonnen werden konnte. Diese umfassten die konstruktive Sicherung des Dachstuhls, die Renovierung der Fassaden und des Turmes und die Renovierung des Innenraumes. Bei letzterer Maßnahme wurde insbesondere auf die Schaffung eines passenden Raumklimas geachtet, um den Bestand des auf Holz gemalten Passionsaltares zu schützen. Außerdem konnten ein neuer Volksaltar, ein Ambo und drei Sedilien bei dem Künstler Robert M. Weber aus Grafing bei München angeschafft werden. Außerdem wurde der zwischenzeitlich eingelagerte, neuromanische Kronleuchter wieder angebracht.

## Beschreibung

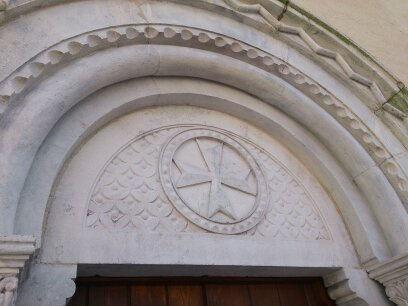
Tympanon des Westportals

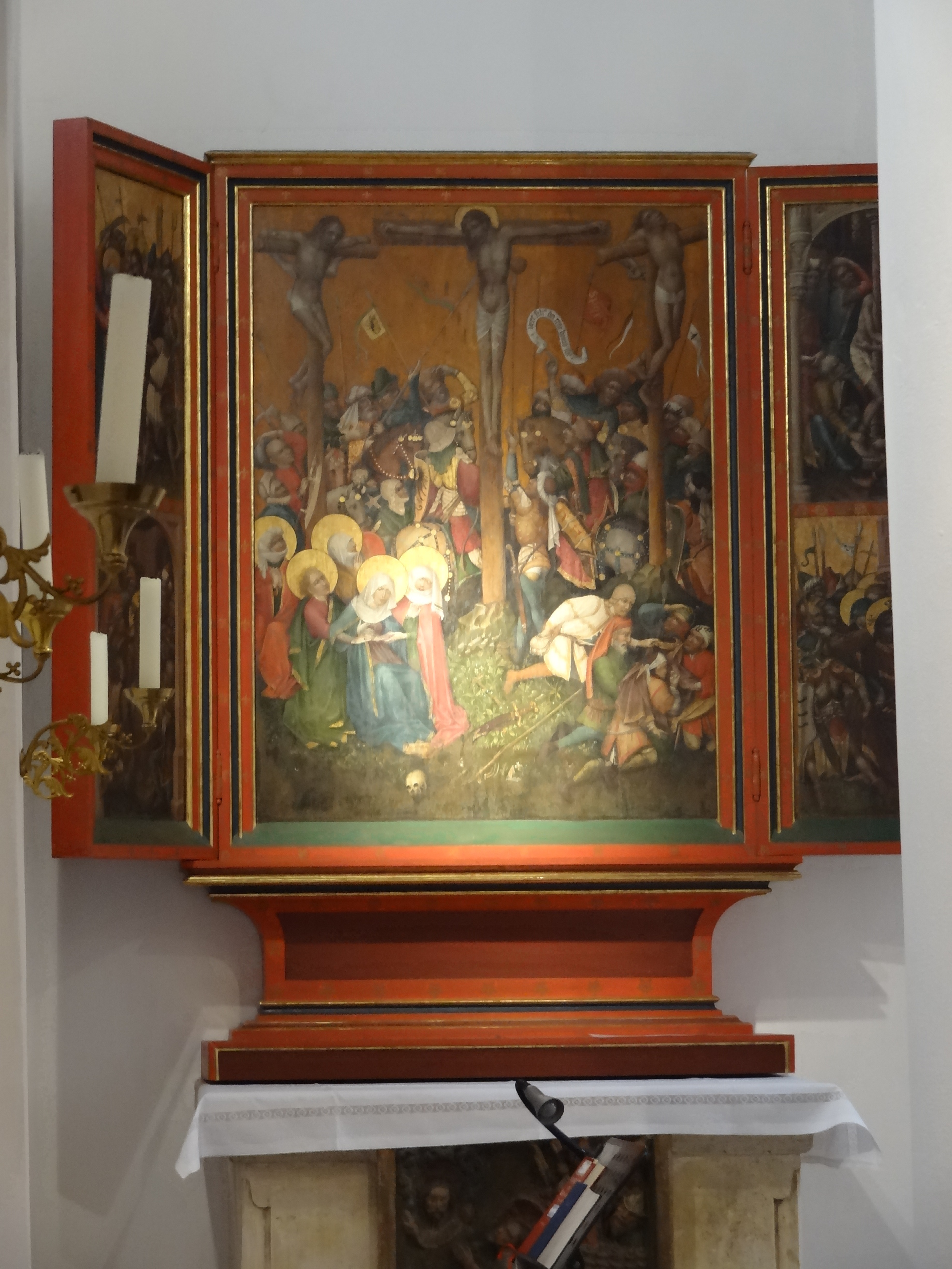
Passionsaltar(um 1430/40)

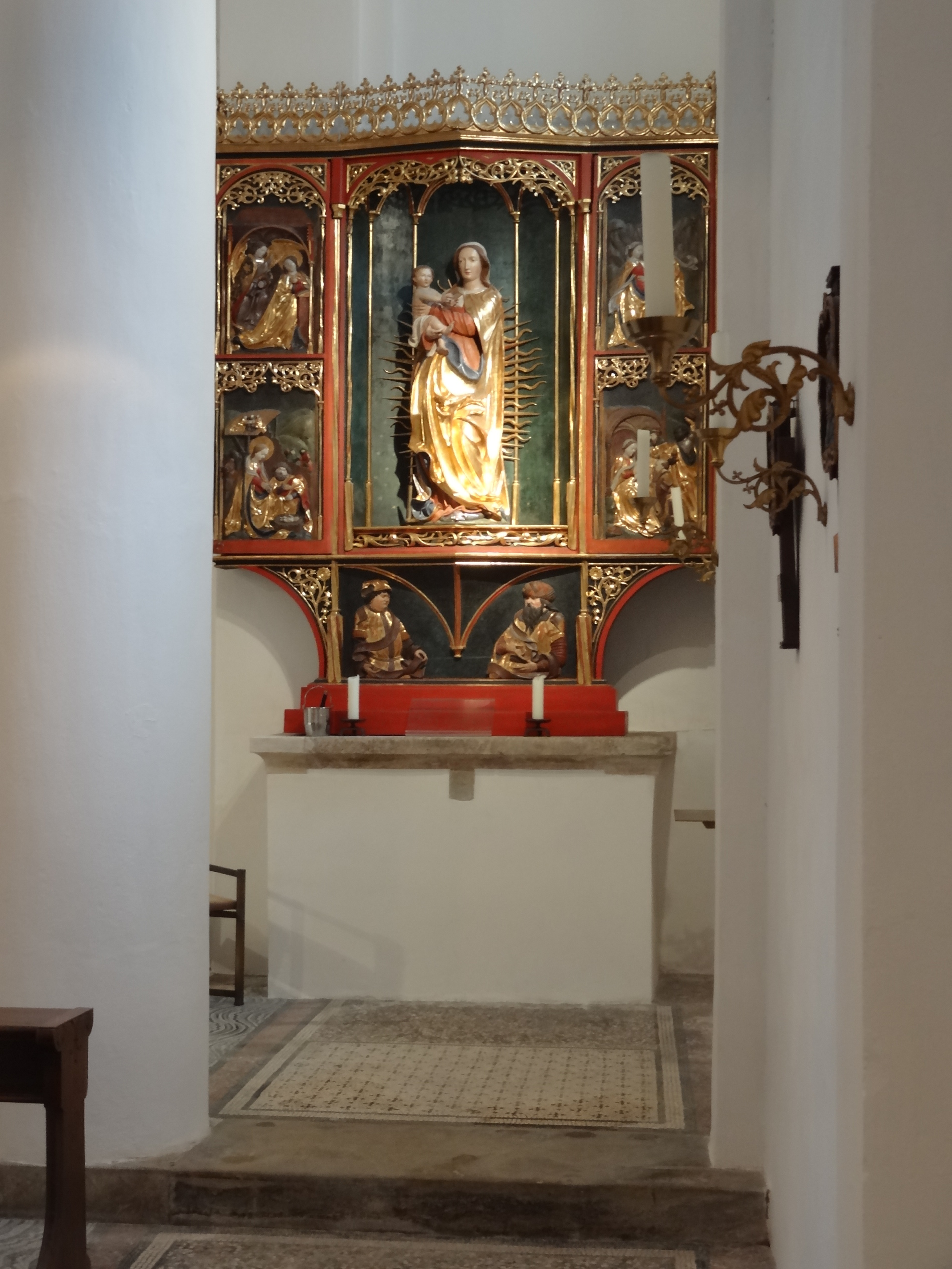
Marienaltar (um 1505)

### Architektur
Der nach Osten ausgerichtete, romanische Bau war nach derzeitigem Kenntnisstand die erste Hallenkirche Bayerns. Deren drei Schiffe, die mit einem Kreuzgratgewölbe versehen sind, sind gleich hoch und werden nur durch schlanke Rundsäulen mit gedrückten Kapitellen voneinander getrennt. Das nur etwa 15 Meter lange und 10 Meter breite Langhaus wirkt trotz des inzwischen angehobenen Bodenniveaus eng und hoch. Es umfasst vier Joche und enthält einen weißen Kalkanstrich. Im rückwärtigen Langhausjoch ist eine durchgehende, unterwölbte Empore eingezogen, die auf zwei wuchtigen Rechteckpfeilern ruht.
Der einjochige, leicht eingezogene Chor in Mittelschiffbreite schließt gen Osten mit einer halbrunden Apsis. Er ist durch den runden Chorbogen vom Langhaus abgetrennt und enthält ein barockes Tonnengewölbe. An seiner Südseite ist der Sakristeitrakt angebaut, der die einzige bauliche Verbindung zum Turm herstellt. Dessen Unterbau weist wie auch Chor, obwohl erst im 14. Jahrhundert errichtet, mehr romanische als gotische Stilmerkmale auf. So ist der massive, quadratische Turm äußerlich weitgehend ungegliedert. Neben den gekuppelten Schallarkaden, die im Glockengeschoss nach allen vier Seiten angeordnet sind, weist er lediglich schießschartenartige Lichtschlitze auf. Den oberen Abschluss bildet eine geschwunge Barockhaube mit Laterne.
Westlich an das Langhaus ist ein gleich breiter, neuromanischer Vorbau angefügt, der sich über drei Rundbogenarkaden zum Langhaus hin öffnet. Mit der Errichtung des Vorbaus entstand auch eine neuromanische Westfassade, die von unregelmäßigen, lisenenartigen Bändern aus Haustein eingefasst wird. Mittig ist neuromanische Portal angeordnet, das im Tympanon ein Malteserkreuz zeigt. Dieses wird von zwei Biforienfenstern flankiert, die mit originalen Mittelsäulen aus dem 12. Jahrhundert ausgestattet sind. Diese stammen ursprünglich aus dem Schottenkloster St. Jakob. Den oberen Abschluss der Fassade bildet ein einfacher Dreiecksgiebel, der von einem stilisierten Malteserkreuz bekrönt ist.

### Ausstattung
Der neuromanische Hochaltar aus Messing ist dem sogenannten Arnulfziborium, einem um 890 von Arnulf von Kärnten in Auftrag gegebenen Altarüberbau, angeglichen und mit farbigem Steinbesatz verziert. Er stammt wie auch der Kronleuchter im Mittelschiff von der Regensburger Bildhauerwerkstätte Joseph Götz.
Der nördliche (linke) Seitenaltar, ein auf Holz gemalter Flügelaltar aus der Zeit um 1430/40, ist ein Passionsaltar. Er wurde vermutlich von einem Regensburger Maler geschaffen. Auf den Innenseiten der Flügel ist Passionsgeschichte Jesu in den vier Schritten Gefangennahme, Geißelung, Dornenkrönung und Kreuztragung dargestellt. Im Mittelteil befindet sich ein großes Gemälde der Kreuzigung auf Golgota. Auf den Flügelaußenseiten sind Szenen aus der Kindheit Jesu zu sehen.
Der südliche (rechte) Seitenaltar, ein Marienaltar aus der Zeit um 1505, diente früher als Hochaltar. Im zentralen Schrein ist eine Holzfigur der Madonna mit Kind vor einem Strahlenkranz zu sehen, die von vier Reliefbildern von Johannes dem Täufer, dem Schmerzensmann, der Mater Dolorosa und dem Kirchenpatron Leonhard flankiert wird. In der Predella befinden sich Büstenrelifes der alttestamentlichen Gestalten David und Daniel.
Im Vorraum ist eine beinahe lebensgroße Statue des Kirchenpatrons Leonhard mit seinem Attribut, der Kette, zu sehen, die ihn als Schutzpatron der Gefangenen identifiziert. Außerdem befindet sich hier eine ebenfalls lebensgroße Figur der Mater Dolorosa.